# 哈罗德·罗森伯格
哈罗德·罗森伯格（Harold Rosenberg，1906年2月2日—1978年7月11日）是一位美国作家和艺术评论家，也是芝加哥大学教授。他是抽象表现主义的支持者，1952年创造了“行動繪畫”一词。

## 生平
哈罗德·罗森伯格 (Harold Rosenberg) 1906年2月2日出生于纽约布鲁克林。1923年至1924年，他在纽约市立学院读书，1927年获得布鲁克林法学院（当时隶属于圣劳伦斯大学）法学学士学位。后来他常说自己是“在纽约公共图书馆的台阶上接受教育的”。由于私生活比较放荡，他在获得学位后不久就患上了骨髓炎，导致他不得不终生使用拐杖。
1930年代，罗森伯格信奉马克思主义，在《党派评论》《新大众》《诗歌》上发表文章。1938年至1942年间，他担任公共事业振兴署编辑，期间慢慢转变为反共人士。
第二次世界大战的大部分时间里，他在美国战时情报局国内无线电部门工作，1945年至1946年为财政部顾问。
1946年至1973年，罗森伯格担任广告理事会顾问。此外，他也在新社会研究学院（1953-1959）、普林斯顿大学（1963）和南伊利诺伊大学卡本代尔分校（1965）教书，1966年起担任芝加哥大学艺术系教授直到去世。
从1962年起直至去世，他一直在《紐約客》上发表艺术评论。1978年7月11日，哈罗德·罗森伯格在纽约州斯普林斯的避暑别墅中因中風和肺炎去世，享年72岁。